# تی-هرواتسکی تلکوم
تی-هرواتسکی تلکوم (به کرواتی: T-Hrvatski Telekom) شرکت مخابراتی کروات است، که در زمینه ارائه خطوط تلفن ثابت، شبکه تلفن همراه، دسترسی به اینترنت و خدمات فناوری اطلاعات، فعالیت می‌کند.
شرکت تی-هرواتسکی تلکوم در سال ۱۹۹۸ از دارایی‌های بخش مخابرات شرکت پست و مخابرات کرواسی، که در پی اجرای قانون جداسازی بخش‌های مخابرات و پست از یکدیگر تفکیک شده بودند، تأسیس شد.
این شرکت در حال حاضر دارای ۱٫۳ میلیون مشترک تلفن ثابت، ۲٫۵ میلیون مشترک موبایل و ۶۴۸٫۰۰۰ اشتراک پهنای‌باند اینترنت می‌باشد.
دفتر مرکزی شرکت تی-هرواتسکی تلکوم در شهر زاگرب، کرواسی قرار دارد و بخشی از سهام آن در بازارهای بورس لندن و بورس زاگرب معامله می‌شود.
دویچه تلکوم با در اختیار داشتن ۵۱٪ درصد از سهام این شرکت، سهام‌دار اصلی آن به‌شمار می‌آید.